# Bathyxylophila iota
Bathyxylophila iota is een slakkensoort uit de familie van de Larocheidae. De wetenschappelijke naam van de soort is voor het eerst geldig gepubliceerd in 1988 door B. A. Marshall.